# Mike Honda

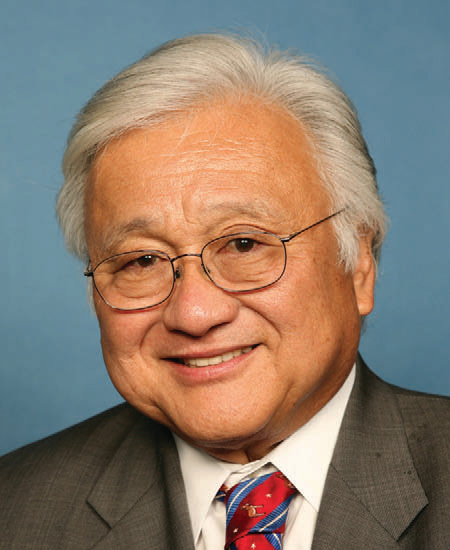
Mike Honda (2009)

Michael Makoto „Mike“ Honda (* 27. Juni 1941 in Walnut Grove, Kalifornien) ist ein US-amerikanischer Politiker. Von 2001 bis 2017 vertrat er den Bundesstaat Kalifornien im US-Repräsentantenhaus. Nach seiner Abwahl im November 2016 schied er am 3. Januar 2017 wieder aus dem Kongress aus.

## Werdegang
Mike Honda wuchs während des Zweiten Weltkrieges in einem Internierungslager für japanischstämmige Amerikaner auf. Danach besuchte er bis 1959 die San Jose High School. Bis 1974 absolvierte er mehrere Studiengänge an der San José State University. Dazwischen arbeitete er in den Jahren 1965 bis 1967 für das Friedenscorps. Von 1971 bis 1981 gehörte er der Planungskommission der Stadt San José an. Danach war er zwischen 1981 und 1990 Mitglied im Schulausschuss dieser Stadt. Politisch schloss er sich der Demokratischen Partei an. Von 1990 bis 1996 saß er im Kreisrat des Santa Clara County.  Danach war er von 1997 bis 2000 Abgeordneter in der California State Assembly. Hauptberuflich war er im Schuldienst tätig.
Bei den Kongresswahlen des Jahres 2000 wurde Honda im 15. Wahlbezirk von Kalifornien in das US-Repräsentantenhaus in Washington, D.C. gewählt, wo er am 3. Januar 2001 sein neues Mandat antrat. Nach sieben Wiederwahlen konnte er sein Mandat im Kongress bis zum 3. Januar 2017 ausüben. Seit dem 3. Januar 2013 vertrat er dort den siebzehnten Wahlbezirk seines Staates. In seine Zeit als Kongressabgeordneter fielen die Terroranschläge am 11. September 2001, der Irakkrieg und der Militäreinsatz in Afghanistan. Honda war Mitglied im Bewilligungsausschuss und im Haushaltsausschuss sowie in zwei Unterausschüssen. Im Jahr 2015 kamen Gerüchte um finanzielle Unregelmäßigkeiten im Umgang mit Wahlkampfgeldern auf. Eine Untersuchung wurde eingeleitet bisher aber nicht abgeschlossen. Im November 2016 wurde Honda nicht wieder gewählt.  
Zwischen 2005 und 2013 war Mike Honda stellvertretender Vorsitzender des Democratic National Committee. Er ist Witwer und lebt privat in San José.